# Phelsuma malamakibo
Phelsuma malamakibo là một loài thằn lằn trong họ Gekkonidae. Loài này được Nussbaum, Raxworthy, Raselimanana & Ramanamanjato mô tả khoa học đầu tiên năm 2000.